# Peter Alexander Rupert Carington
Peter Alexander Rupert Carington, 6è baró Carrington, baró Carington of Upton, KG, GCMG, CH, PC, DL (prop d'Aylesbury, Buckinghamshire, 6 de juny de 1919 - 9 de juliol de 2018), fou un polític britànic del Partit Conservador, que va ocupar el càrrec de Secretari de Relacions Exteriors entre 1979 i 1982 i més tard, el de sisè secretari general de l'OTAN, entre 1984 i 1988.
 
Va ocupar més altres càrrecs com ara els de Secretari d'Energia, i Secretari de Defensa, entre els anys 1970 i 1974, essent primer ministre Edward Heath. Va ser líder de la Cambra dels Lords entre 1963 i 1964.
Abans d'iniciar-se en política va ser membre de l'Exèrcit britànic, i va aconseguir la jerarquia de Major dins la Guàrdia de Granaders.
És canceller de l'Orde de la Lligacama.